# Jordan Levasseur
Pour les articles homonymes, voir Levasseur.
Jordan Levasseur, né le 29 mai 1995 à Saint-Saire (Seine-Maritime), est un coureur cycliste français.

## Biographie

### Armée de Terre
Jordan Levasseur intègre l'équipe cycliste Armée de terre en 2014. 
En 2015, l'équipe Armée de terre obtient le statut d'équipe continentale. Jordan Levasseur y devient coureur professionnel. Le 22 février, il s'adjuge le Trophée de l'Essor, cinquième et dernière épreuve de l'Essor cycliste basque, devant Loïc Herbreteau et Romain Campistrous. Il s'agit de la première victoire sur route de la saison pour sa formation.
La saison suivante, il glane un titre de champion de France de l'américaine avec Benjamin Thomas et termine troisième du Grand Prix de Saint-Souplet.
Au premier semestre de la saison 2017, il s'adjuge une étape, le classement du meilleur jeune et le général d'À travers les Hauts de France – Trophée Paris Arras Tour. Il s'offre à cette occasion ses deux premières victoires sur des épreuves de l'UCI Europe Tour. Quelques semaines plus tard, il remporte la dernière étape de la Ronde de l'Oise devant Maxime Daniel. Début septembre, il termine septième du Grand Prix de Fourmies.

### Retour chez les amateurs
Laissé sur la touche à la disparition de l'équipe Armée de terre, il se voit contraint de retourner dans les rangs amateurs à compter de l'année 2018, au sein du Vélo Club de Toucy. L'aventure y tourne court à cause du refus du club de le laisser muter vers le VC Rouen 76 en cours de saison. Coupant net sa saison à la suite de ce désaccord, il réapparaît en compétition à partir du mois de juillet sous un maillot neutre.
En août, Jordan Levasseur s'essaye à l'ultracyclisme et participe aux 24 heures du Mans Vélo au sein d'une équipe sponsorisée par la firme Roadborn. Il remporte l'épreuve mancelle avec ses coéquipiers d'un jour Julien Guay, Thibault Ferasse et Tony Hurel.

### Roubaix Lille Métropole
Ses neufs podiums, pour cinq victoires, lors de la saison 2019 avec le VC Rouen 76 séduisent l'équipe continentale Natura4Ever-Roubaix-Lille Métropole qui annonce son arrivée le 8 octobre 2019. Il commence cette nouvelle aventure au sein du peloton professionnel lors de la Tropicale Amissa Bongo où, si la victoire lui échappe lors de la 3e étape, seulement devancé par Biniam Hailu, il y enlève le classement général. Il se rend ensuite sur l'Etoile de Bessèges, 16e de la première étape. En mars, il participe à deux courses, le Samyn (abandon) et le Grand Prix de Lillers-Souvenir Bruno Comini (71e) avant que la saison ne soit suspendue à cause de la pandémie de Covid-19. Il retrouve la compétition le 1er août, abandonnant dès la première étape de la Route d'Occitanie. Lors de cette deuxième partie de saison, il termine 7e de la première étape du Tour Poitou-Charentes en Nouvelle-Aquitaine et 15e du Grand Prix d'Isbergues.  
Pour son deuxième jour de course en 2021, il se fracture la clavicule lors de la première étape de l’Étoile de Bessèges. Il renoue avec la compétition le 1er mai sur le calendrier amateur, lors de Châtillon-Dijon (97e) où son coéquipier Dylan Kowalski monte sur la troisième marche du podium. Sur le calendrier UCI, il ne participe qu'à cinq courses entre mai et juillet, ne terminant que Grand Prix de la ville de Pérenchies (21e) où s'impose Emiel Vermeulen. Le 14 septembre 2021, alors qu'il n'a que seize jours de course avec les professionnels à son actif et aucun résultat significatif, son retour chez les amateurs est annoncé, au sein du VC Rouen 76.

## Palmarès sur route

### Par année
| - 2013 - Trio Normand juniors (avec Hugo Bouguet et Florian Leroyer) - 2014 - 3e de la Route de l'Atlantique - 2015 - Trophée de l'Essor - 2e de l'Essor Basque - 2e de Bordeaux-Saintes - 2016 - 3e du Grand Prix de Saint-Souplet - 2017 - À travers les Hauts de France – Trophée Paris Arras Tour : - Classement général - 3e étape - 4e étape de la Ronde de l'Oise - Grand Prix de la ville de Nogent-sur-Oise - 2018 - Grand Prix d'Onjon - 2e étape du Critérium des Quartiers du Lamentin - 2e de Dijon-Auxonne-Dijon | - 2019 - La Gislard - Boucles Dingéennes - 4e étape du Tour de la Manche - 3e étape de la Ronde de l'Oise - 1re étape de la Boucle de l'Artois - Trio Normand (avec Enzo Anti et Dylan Kowalski) - 2e du Grand Prix du Pays d'Aix - 3e du Tour du Centre-Var - 2020 - Classement général de la Tropicale Amissa Bongo - 2023 - Prix de Forges-les-Eaux - 3e étape de La Sportbreizh - Grand Prix de Leval - 2e du Grand Prix de Gerponville - 3e des Boucles de l'Austreberthe |  |

### Classements mondiaux
| Année           | 2017 |
| --------------- | ---- |
| UCI Europe Tour | 171e |

## Palmarès sur piste

### Championnats d'Europe
- Anadia 2013
  -  Champion d'Europe de l'américaine juniors (avec Corentin Ermenault)
  -  Médaillé d'argent de la poursuite par équipes juniors
  -  Médaillé de bronze de l'omnium juniors

### Championnats de France
- Hyères 2012
  - 3e de l'américaine juniors
- Hyères 2013
  -  Champion de France de poursuite par équipes juniors (avec Lucas Destang, Damien Touzé et Florian Leroyer)
- Bordeaux 2016
  -  Champion de France de l'américaine (avec Benjamin Thomas)
  - 3e de la poursuite par équipes